# HeroRace
HeroRace ist ein extremer Crosslauf mit Hindernissen aus Russland, der von der League of Heroes organisiert wird. Das Projekt wird von Ksenija Schojgu geleitet.

## Geschichte
Das HeroRace fand zum ersten Mal im Jahr 2013 auf dem Schieß- und Truppenübungsplatz „Alabino“ im Testformat mit rund 300 Teilnehmern statt.
Im Jahr 2014 nahmen rund 10.000 Teilnehmer und Zuschauer am HeroRace in Moskau teil.
Im Jahr 2015 fand das HeroRace in 7 Städten statt, wobei insgesamt 50 durchgeführt wurden: Moskau, Sankt Petersburg, Kasan, Wladiwostok, Kaliningrad, Tscheljabinsk, Jekaterinburg. Insgesamt nahmen rund 50.000 Teilnehmer und Zuschauer teil.
Im Jahr 2016 fand die Veranstaltung in 16 Städten statt: Moskau, Sankt-Petersburg, Kasan, Wladiwostok, Kaliningrad, Tscheljabinsk, Jekaterinburg, Tjumen, Krim, Chabarowsk, Nowosibirsk, Samara, Ulan-Ude, Uljanowsk, Tula, Petropawlowsk-Kamtschatski. Insgesamt nahmen rund 250.000 Teilnehmer und Zuschauer teil.
Im Jahr 2017 fand die Veranstaltung in 17 Städten statt: Moskau, Sankt-Petersburg, Kasan, Tscheljabinsk, Jekaterinburg, Tjumen, Krim, Chabarowsk, Nowosibirsk, Samara, Krasnojarsk, Brjansk, Tula, Petropawlowsk-Kamtschatski, Wladiwostok, Grosny, Baku. Rund 400.000 Teilnehmer und Zuschauer nahmen teil.
Im Jahr 2018 nahmen 13 Städte an der Veranstaltung teilnehmen: Moskau, Sankt-Petersburg, Kasan, Wladiwostok, Tscheljabinsk, Jekaterinburg, Tula, Samara, Krim, Grosny, Nowosibirsk, Chabarowsk, Petropawlowsk-Kamtschatski.
Partner des Hindernislaufs sind: „Toyota“, „Match TV“, „World class“, „Schischkin les“, „Gazprom-media“.

## Teilnahme
Die Eintrittskarten für die Teilnahme an der Veranstaltung HeroRace können auf der offiziellen Website des Projektes gekauft werden, der Preis hängt vom Wettkampfort ab. Jede Person ab 18 Jahren kann teilnehmen. Die verpflichtende Unfallversicherung ist im Teilnehmerpaket enthalten. Die Läufer werden in Mannschaften aufgeteilt, es gibt aber auch die Möglichkeit einer Teilnahme mit Einzelwertung.
Jeder Teilnehmer wird mit einer Marke an einer Stahlkette belohnt. Seit 2017 kann man eine Gravierung mit einem exklusiven Design für die Marke bestellen.
Folgende Personen haben zu unterschiedlichen Zeiten an dieser Veranstaltung teilgenommen: Michail Galustjan, Ksenija Suchinova, Wjatscheslav Malafeew, Artemij Lebedew, Askold Zapaschnij sowie Alla Micheewa und Denis Lebedew.

## Wettkampfform

### HeroRace
Die sportliche Veranstaltung kann ausgehend vom Wettkampfort zum einen auf militärischen Truppenübungsplätzen (gefördert vom Verteidigungsministerium der RF) sowie zum anderen auf zivilem Gelände organisiert werden. Im Rahmen des Projekts HeroRace werden auch Veranstaltungen für Firmenkunden durchgeführt, wobei deren Mitarbeiter gegen Entgelt daran teilnehmen können.
Das Hauptmerkmal der Veranstaltungen auf militärischen Truppenübungsplätzen ist die realistische Nachahmung von Kriegsbedingungen: Platzpatronenschüsse und Rauchwände. Eine der Aufgaben besteht darin, unter einem Panzer durchzukriechen.
Die zivile Wettkampfform des Extremhalbmarathons mit Hindernissen findet an den schönsten Orten des Landes statt: an Urlaubsorten in den Bergen, in Freizeitparks, im Gebirge und in Tälern.
Folgende Hindernisse müssen von den Teilnehmern überwunden werden: „Hangelstrecken“, Kletterwände, „Aufklärungspfade“, Trampoline, „Bungeesprünge“ und viele andere. An jedem Wettkampfort sind die Herausforderungen und Aufgaben einzigartig.

### HeroRaceWinter
Wettkampfform der Veranstaltung im Winter auf zivilem Gelände. Das Hauptmerkmal sind Hindernisse aus Eis und Schnee. Chronik des Projekts:
- 2016 — Stadion „Otkrytije Arena“ in Moskau.[12]
- 2017 — Landschaftspark „Mitino“ in Moskau, Skikurort „Scheregesch“ im Gebiet Kemerowo.[13]
- 2018 — Ruderkanal „Krylatskoje in Moskau“,[14] ganzjähriger Kurort „Igora“ in St. Petersburg.[15]

Seit seinem Bestehen haben mehr als 7.000 Menschen an der Veranstaltung im Winterformat teilgenommen.

### HeroRaceNacht
Halbmarathon mit Hindernissen unter extremen Bedingungen in der Nacht. Die erste Reihe der Testläufe in der Nacht fand 2016 statt. Seit 2017 wird der Extremhindernislauf in der Nacht in verschiedenen Regionen Russlands veranstaltet. Er fand in Moskau, St. Petersburg und Nowosibirsk statt. Lichtshow, Fackeln und Leuchtstoffmarkierungen sind wichtige Besonderheiten der nächtlichen Hindernisläufe.

### HeroRaceKinder
Die Veranstaltung wurde 2015 im Moskauer Palast der Pioniere auf den „Sperlingsbergen“ organisiert. Mehr als 500 Kinder nahmen daran teil. Aufgrund von Abstimmungsproblemen bei den Veranstaltungen für Minderjährige wurde diese Veranstaltungsreihe in den folgenden zwei Jahren nicht fortgesetzt.
Seit 2018 wird das HeroRace für Kinder im Rahmen des klassischen HeroRaces, jedoch auf einer eigenen Strecke durchgeführt.

### Winterhell

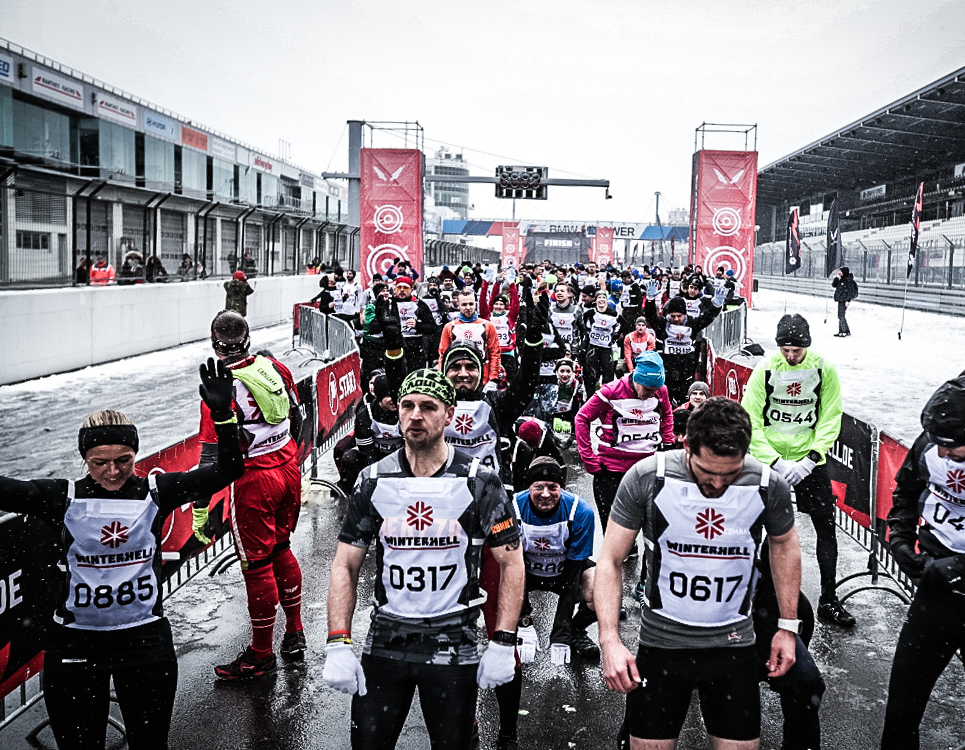

Der erste von der League of Heroes in der Europäischen Union organisierte Lauf fand am 20. Januar 2018 in Deutschland auf der Rennstrecke „Nürburgring“ statt. An der Veranstaltung nahmen ca. 1.000 Läufer aus mehreren Ländern teil: Deutschland, Österreich, Belgien, Russland u. a.

### Mubarizler

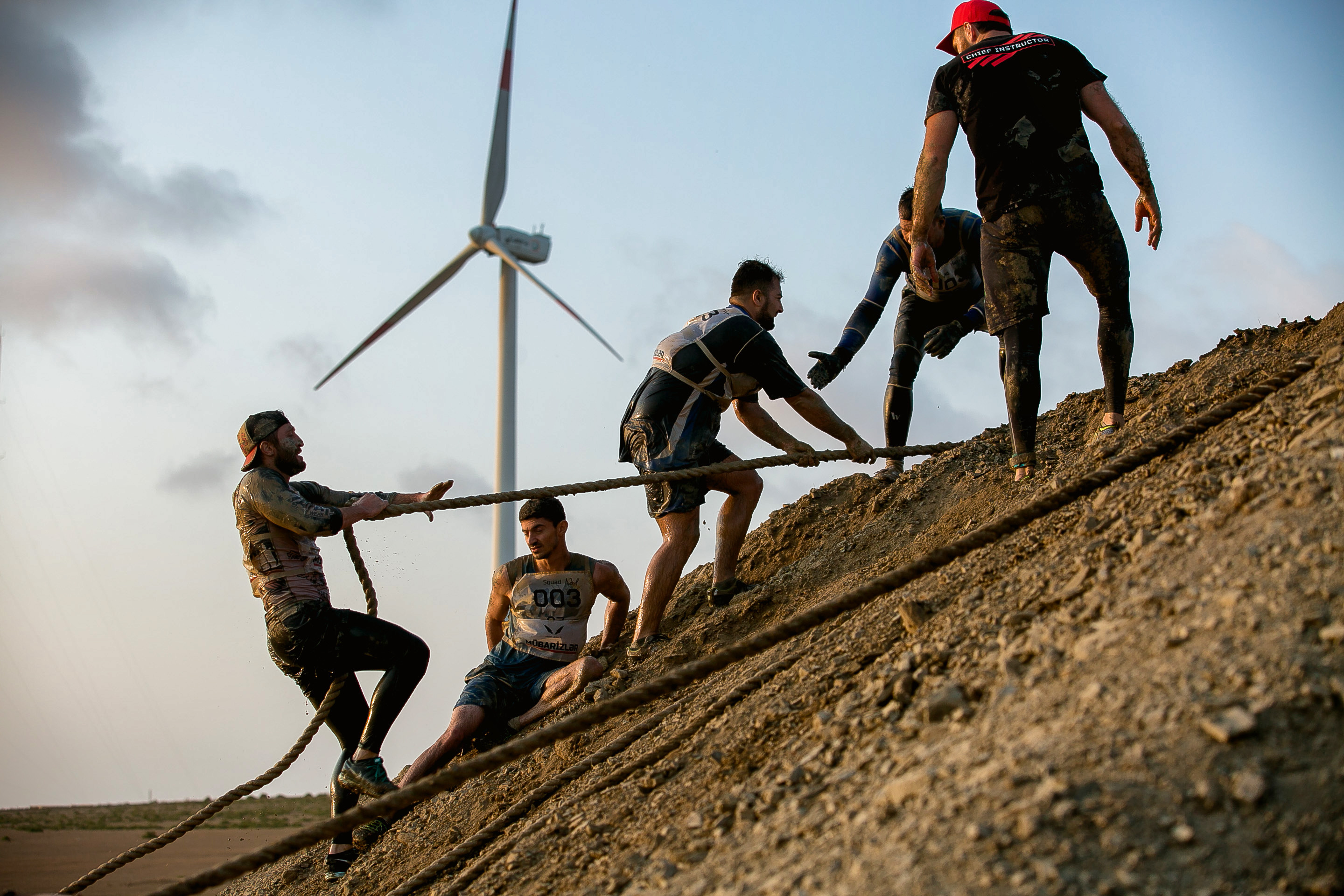
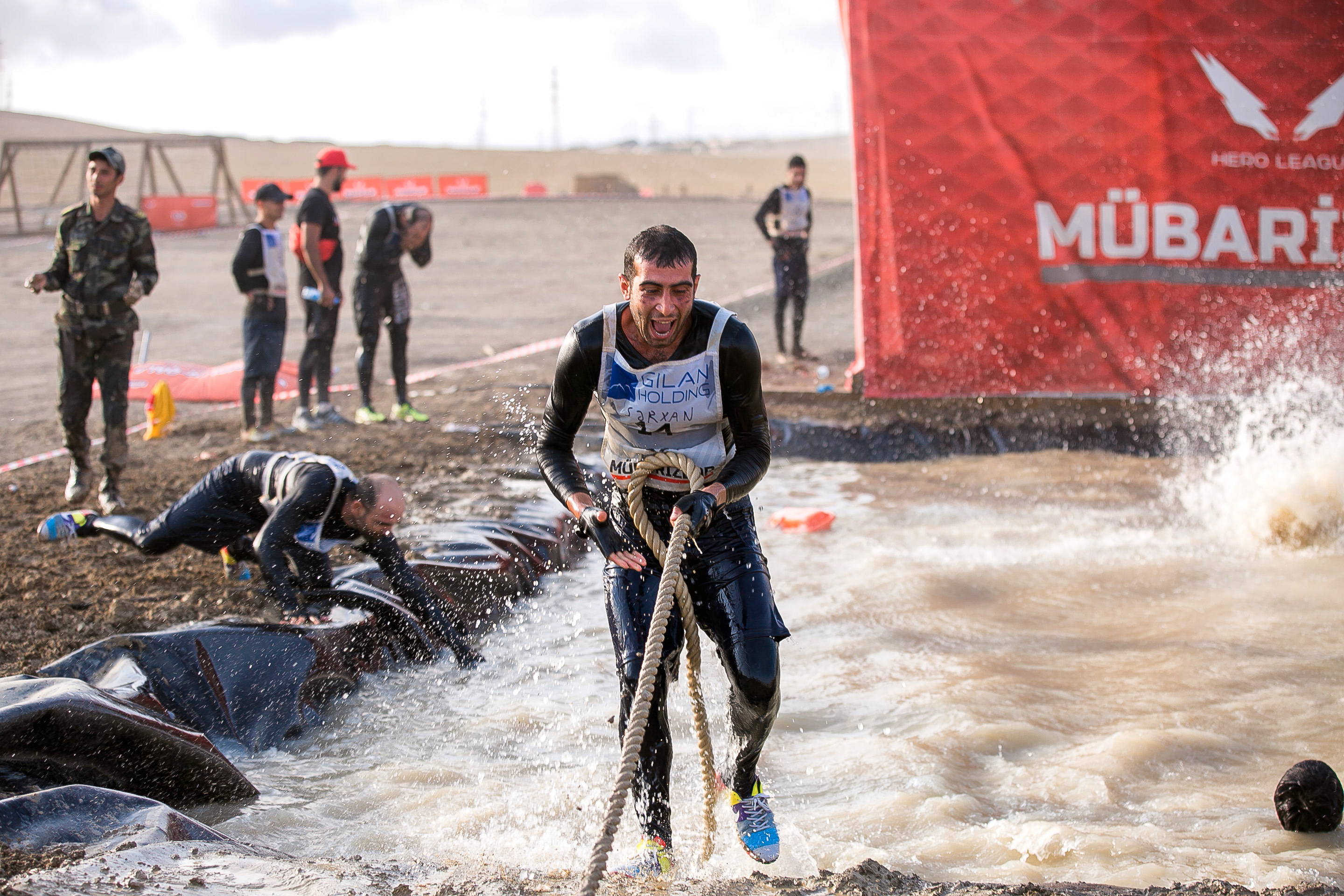

Murabizler wurde erstmals 2017 in Baku auf dem Gelände des Ausbildungszentrums des Katastrophenschutzministeriums veranstaltet. Der Lauf wird in der Wettkampfform des klassischen HeroRaces durchgeführt.

### HeroRaceMeisterschaft
An dieser Form des Wettkampfs nehmen Läufer teil, die mit den anderen Teilnehmern um die beste Zeit kämpfen. Die Zeit wird professionell gemessen. Auch diese Veranstaltung findet an zwei Wettkampforten statt, zum einen auf militärischen Truppenübungsplätzen sowie auf zivilem Gelände. Es gibt vier Möglichkeiten teilzunehmen: Einzelläufe bei den Männern und Frauen, Paarläufe und die Teilnahme am Mannschaftslauf.
Auf der Strecke befolgen die Teilnehmer ein speziell entwickeltes Reglement mit Regeln und Strafpunkten für die Verletzung des Regelwerks. Bewertet werden Schnelligkeit, die Zeit und die Technik bei der Überwindung der Hindernisse. Der große Preisfonds basiert auf den Beiträgen der Partner der Veranstaltung.

## Trivia
- Es handelt sich um ein selbstfinanziertes Projekt, das seine Kosten durch den Verkauf der Eintrittstickets und die Sponsorenpakete deckt.
- Die Gesamtlänge der Strecken beträgt 243.000 Meter. Das entspricht in etwa der Länge von 2.200 Fußballfeldern.
- Mit 1.800 m³ Holz wurden mehr als 900 Hindernisse errichtet. Das entspricht dem Bau von 72 neunstöckigen Häusern. Mehr als 3.000 Kilometer elastische Bänder und mehr als 5.800 Doppeltore wurden verwendet.
- Die auf Truppenübungsplätzen errichteten Strecken werden weiterhin vom Verteidigungsministerium der Russischen Föderation verwaltet. Hier finden Trainingsläufe und Wettkämpfe der Streitkräfte der Russischen Föderation statt.[18]